# Albalat dels Sorells
Albalat dels Sorells (auch: Albalat de Mosén Sorell) ist eine Gemeinde (municipio) mit 4.249 Einwohnern (Stand: 2024) in Spanien, in der Provinz und Autonomen Gemeinschaft Valencia.

## Lage
Albalat dels Sorells liegt etwa acht Kilometer nordnordöstlich vom Stadtzentrum von Valencia. Ein kleiner Küstenstreifen gehört zur Gemeinde. 

## Bevölkerungsentwicklung
| Jahr      | 1900 | 1920 | 1950 | 1970 | 1981 | 1991 | 2001 | 2011 | 2021 |
| Einwohner | 1198 | 1634 | 1851 | 3063 | 3608 | 3538 | 3445 | 3859 | 4110 |

## Söhne und Töchter der Stadt
- Nerea Martí (* 2002), Autorennfahrerin

## Sehenswürdigkeiten
- Dreikönigskirche (Iglesia parroquial de los Santos Reyes ), 1454 errichtet
- Rathaus, ehem. Herrenhaus (Castillo de Albalat dels Sorells), im 14. Jahrhundert errichtet

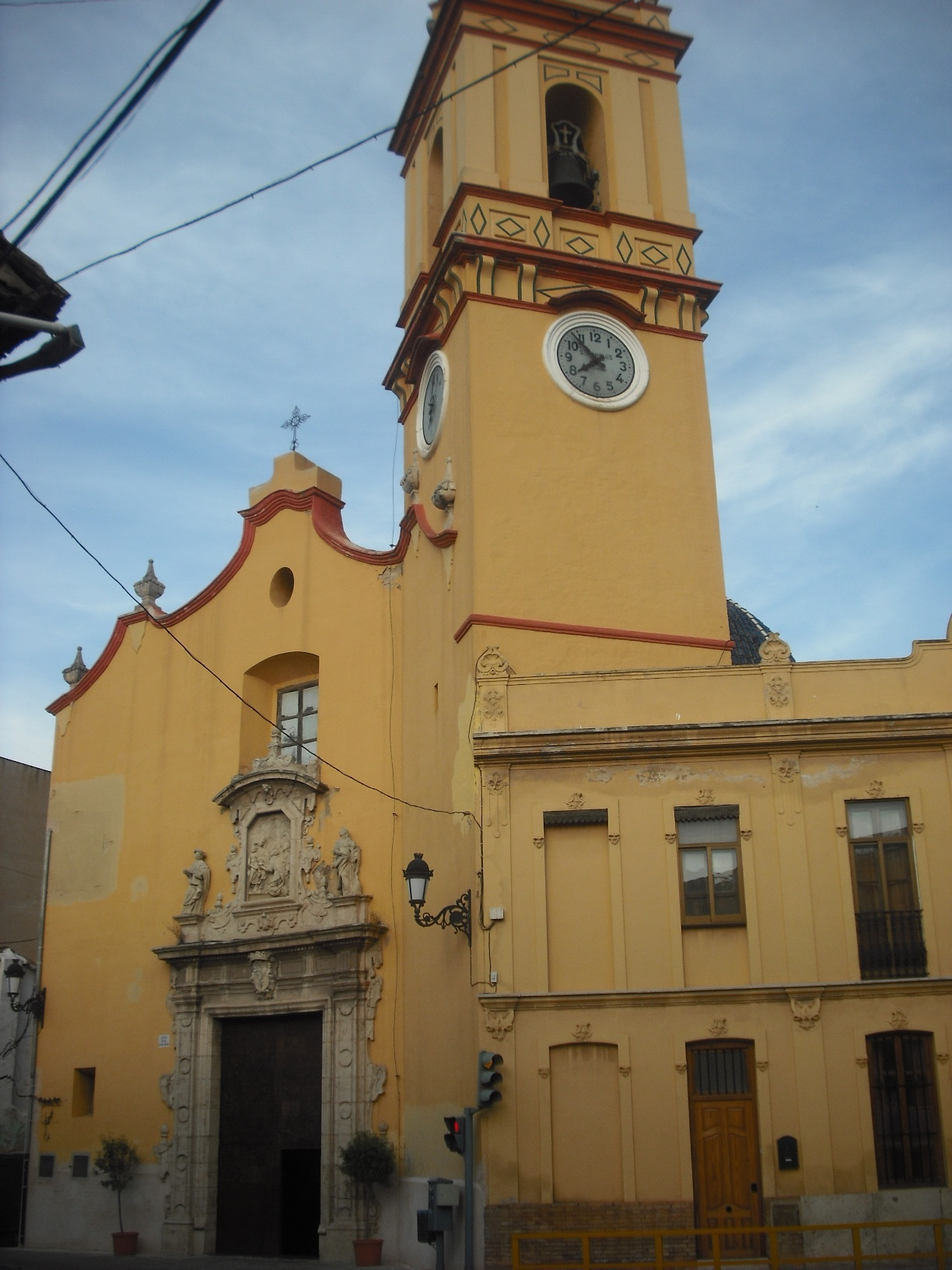
Dreikönigskirche
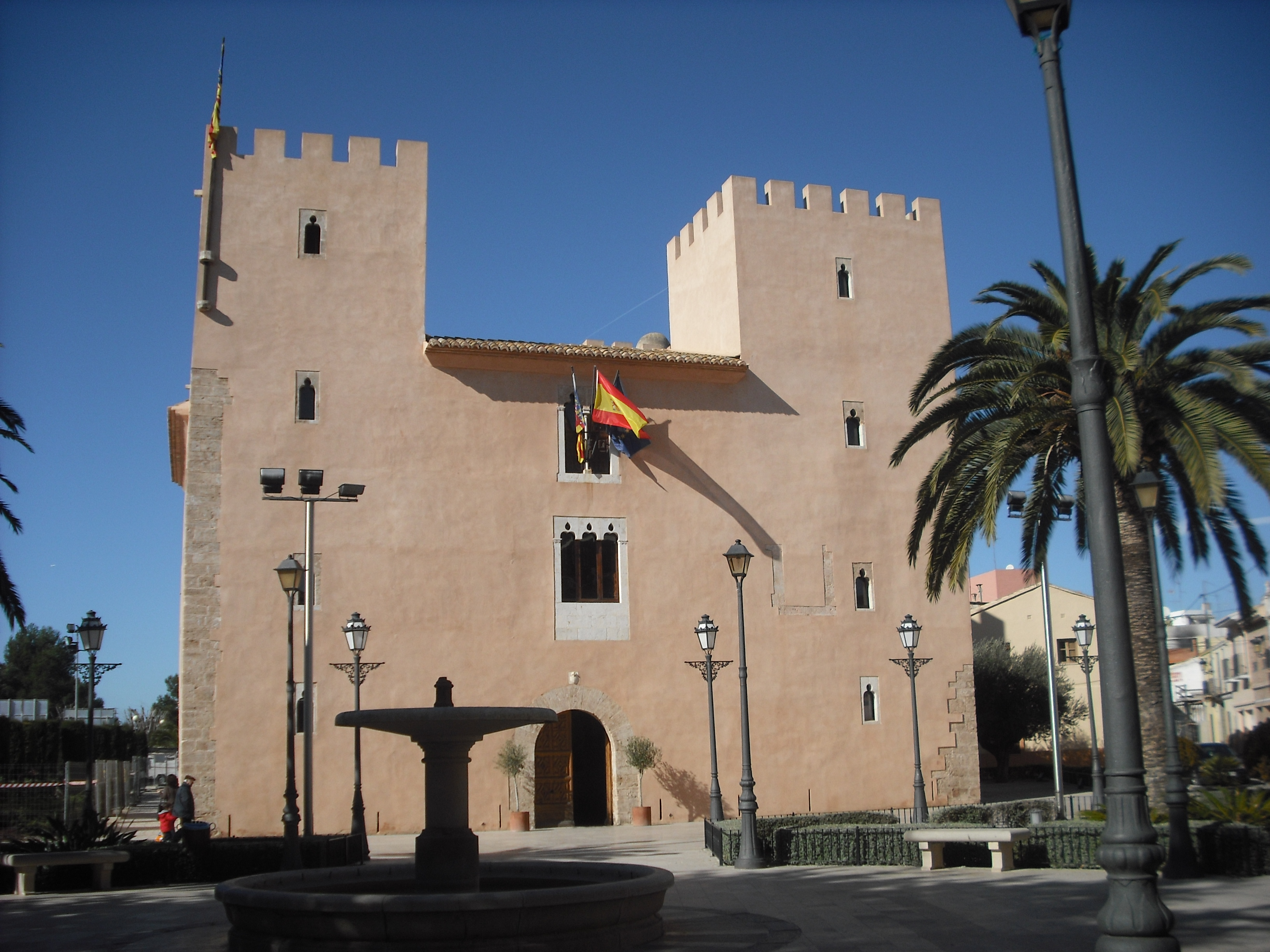
Rathaus